# François Laurent d'Arlandes
François Laurent d'Arlandes (1742 - 1 de maio de 1809), era um francês marquês, soldado e um pioneiro do balão de ar quente. Ele e Jean-François Pilâtre de Rozier fizeram o primeiro voo de balão livre tripulado em 21 de novembro de 1783, em Paris, em um balão Montgolfier.

## Vida
D'Arlandes nasceu em Anneyron, Dauphiné. Ele conheceu Joseph Montgolfier no colégio jesuíta de Tournon. Ele se tornou um oficial de infantaria da guarda real francesa.

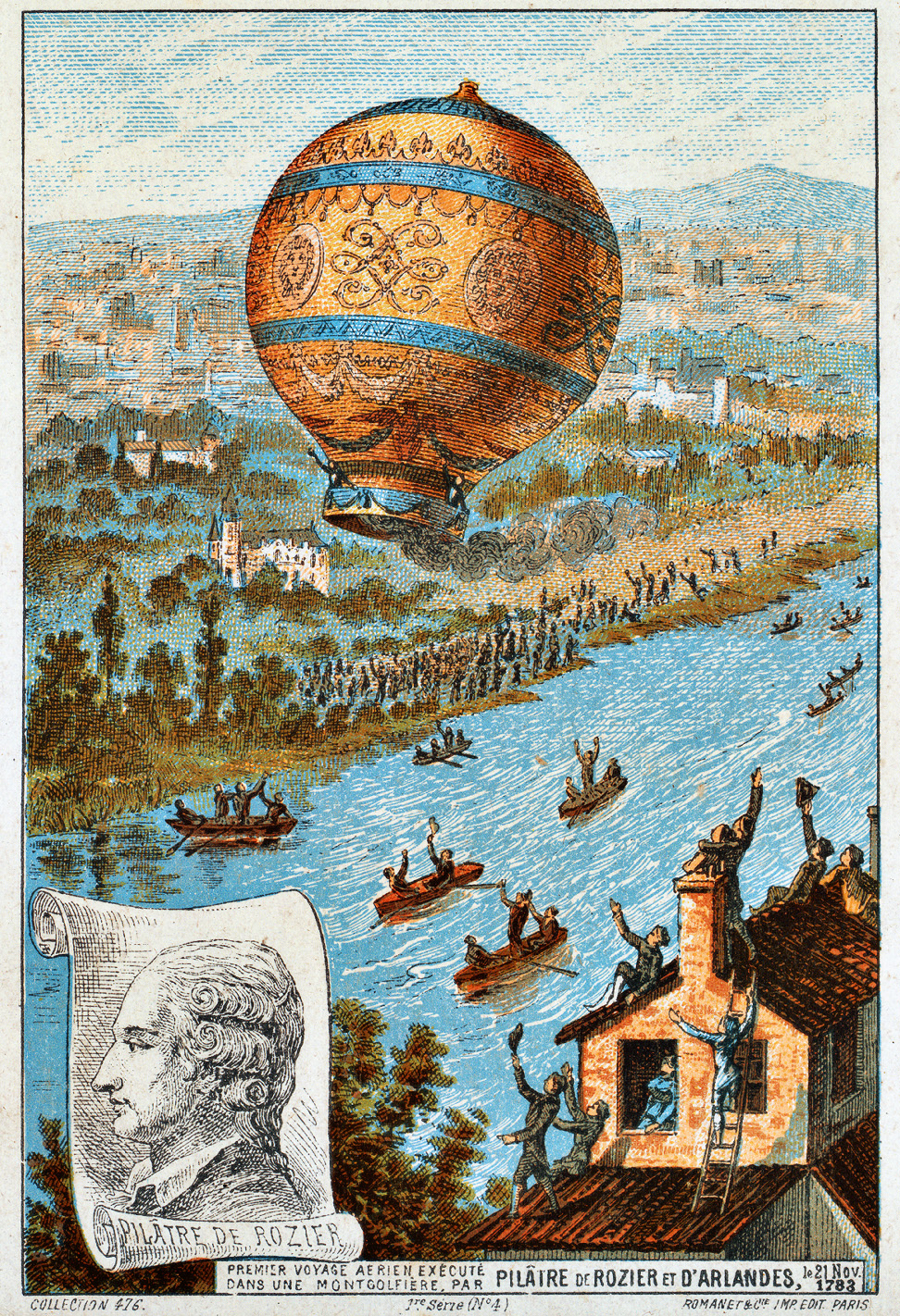
Primeiro voo de Pilâtre de Rozier e d'Arlandes, em 21 de novembro de 1783

A primeira demonstração pública de um balão pelos irmãos Montgolfier ocorreu em junho de 1783, e foi seguida por um vôo desamarrado de uma ovelha, um galo e um pato do pátio frontal do Palácio de Versalhes em 19 de setembro. O rei francês Luís XVI decidiu que o primeiro voo tripulado conteria dois criminosos condenados, mas de Rozier pediu a ajuda da Duquesa de Polignac para apoiar sua opinião de que a honra de se tornarem primeiros balonistas deveria pertencer a alguém de status superior, e d'Arlandes concordou em acompanhá-lo. O rei foi persuadido a permitir que d'Arlandes e de Rozier se tornassem os primeiros pilotos.

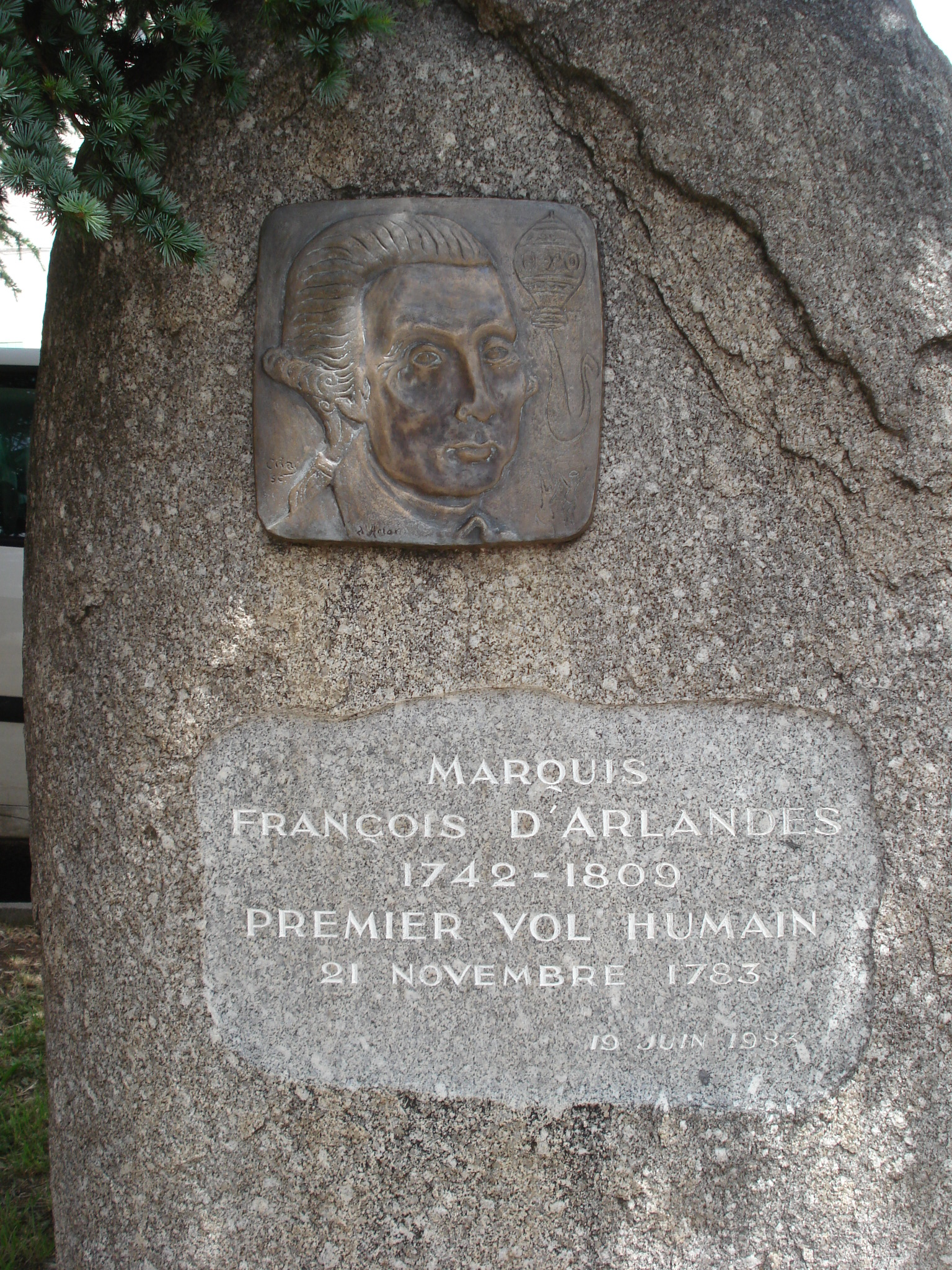
Memorial a François d'Arlandes em Anneyron

Depois de vários testes amarrados para ganhar alguma experiência no controle do balão, de Rozier e d'Arlandes fizeram seu primeiro voo não amarrado em um balão de ar quente Montgolfier em 21 de novembro de 1783, decolando às 13h54 do jardim do Castelo de La Muette no Bois de Boulogne, na presença do rei Luís XVI. Também assistindo estava o enviado dos EUA, Benjamin Franklin. Seu vôo de 25 minutos viajou lentamente cerca de 5 milhas e meia (cerca de 9 km) para o sudeste, atingindo uma altitude de 3 000 pés, antes de retornar ao solo em Butte-aux-Cailles, então nos arredores de Paris. Após o voo, os pilotos beberam champanhe para comemorar o voo, tradição dos balonistas até hoje.
D'Arlandes propôs um voo para cruzar o Canal da Mancha em 1784, mas o seu plano deu em nada.

Ele foi demitido do exército por covardia após a Revolução Francesa e morreu em 1 de maio de 1809 no seu castelo de Saleton perto de Anneyron. Algumas fontes sugerem que ele cometeu suicídio.